# Old Glory (film 1910)
Old Glory è un cortometraggio muto del 1910. Il nome del regista non viene riportato nei credit del film che ha come soggetto l'ideazione della bandiera degli Stati Uniti da parte di Benjamin Franklin, illustrato da varie scene legate ad episodi eroici che hanno avuto come protagonista "Old Glory", come viene affettuosamente chiamato il vessillo dagli statunitensi.

## Trama
Trama di Moving Picture World synopsis in (EN)  su IMDb

## Produzione
Il film fu prodotto dalla Vitagraph Company of America.

## Distribuzione
Distribuito dalla General Film Company, il film - un cortometraggio in una bobina - uscì nelle sale cinematografiche statunitensi il 2 luglio 1910.